# Быков (Сахалинская область)
Быков — село (с 1947 по 2005 г. — поселок городского типа) в городском округе «Долинский» Сахалинской области России, в 18 км от районного центра. 
Находится на берегу реки Найбы.

## История
После передачи Южного Сахалина СССР посёлок 15 октября 1947 года переименован в честь командира партизанского отряда капитана Василия Петровича Быкова, успешно действовавшего на Южном Сахалине во время Русско-японской войны.
До 1945 года принадлежало японскому губернаторству Карафуто и называлось Найбути (яп. 内淵). В 1947 году получил название Быков (предлагалось назвать Найборецк в честь реки, протекающей около посёлка). С 1947 года статус рабочего посёлка. В этом же году население посёлка составляло около 7 тыс. чел. В посёлке в основном велась добыча угля. Градообразующим предприятием была непосредственно шахта, получившая название «Долинская». Ещё одним рабочим местом служило стройуправление. В центре были построены пятиэтажные дома, на севере посёлка частный сектор. Начинает действовать пекарня. В посёлке были построены: школы (средняя школа #2, восьмилетняя школа), профессиональное техническое училище, ясли, детские сады, библиотеки, больницы, общежитие для командированных. В 1949 году начинает действовать кинотеатр «Шахтёр». В развивающемся посёлке строится стадион "Шахтёр". Ежегодно во время празднования Дня Шахтёра в Быков приезжают гости из областного центра. Быков благоустраивался: в посёлке были высажены деревья и кустарники, полисадники во дворах домов, заливались катки на обоих стадионах. По результатам переписи населения 1989 года население пгт. Быков составляло 7621человек(demoscope.ru/weekly/ssp/rus89_reg2.php). Шахта Долинская выдавала на гора 1млн 200 т.тонн в год. Во время собрания акционеров в зале заседаний бывшего бумагоделательного завода г. Долинска в 1999 году было признано, что разведанных запасов угля шахты около 300 млн тонн и администрация шахты, для сохранности предприятия как основного налогоплательщика района, предложила перенести районный центр в пгт. Быков. Администрация г. Долинска и представители Сахалинской области не поддержали идею. В 2006 году шахта в Быкове закрывается. В 2005 году Быков получает статус села.В 2019 году железная дорога до села Быков была разобрана.

## Население
| 1959  | 1970  | 1979  | 1989  | 2002  | 2010  | 2013  |
| ----- | ----- | ----- | ----- | ----- | ----- | ----- |
| 8649  | ↘8476 | ↘7353 | ↗7621 | ↘4964 | ↘4101 | ↘3786 |
| 2021  |       |       |       |       |       |       |
| ↘3059 |       |       |       |       |       |       |

По переписи 2002 года население — 4964 человека (2359 мужчин, 2605 женщин).

## Транспорт
До 1 июня 2019 года в  селе располагалась станция Быков-Сахалинский Сахалинского региона Дальневосточной железной дороги.
В настоящее время сообщение с областным и районным центрами представлено автобусами и маршрутным такси.